# ロバート・オブ・ベレーム (第3代シュルーズベリー伯)
ロバート・オブ・ベレーム（Robert of Bellême, 3rd Earl of Shrewsbury, 1052年ごろ - 1130年以降）は、アングロ＝ノルマン貴族でベレーム領主、モンゴメリー領主、イエモワ子爵、第3代シュルーズベリー伯およびポンチュー伯。イングランド王ウィリアム征服王の息子たちの間で起こったイングランドとノルマンディーの継承権争いにおいて、最も著名な人物の一人である。

## 生涯

### 生い立ち
ロバートは、初代シュルーズベリー伯ロジャー・ド・モンゴメリーとメイベル・ド・ベレームの長男で、おそらく1052年から1056年の間に生まれた。1070年、大叔父のセエ司教イヴが亡くなった後、両親はロバートをベレームに連れて行った。ベレームは当時、母の相続した領地であり、長男であったロバートは最終的にそこを相続することになった。
1073年、ウィリアム征服王がメーヌに侵攻した際、ロバートはフレネ城の包囲戦で征服王により騎士とされた。この頃にはおそらく成人しており、1077年にロベール2世が父ウィリアム征服王に対して起こした反乱に参加した。ロバートの母メイベルが1079年に殺害されると、ロバートは母の広大な領地を相続したが、この時点でウィリアム征服王は、ノルマンディー公としての権利により、自らの兵士をベレームの城に駐屯させた。1087年にウィリアム征服王が亡くなったという知らせを聞くと、ロバートはまず、ノルマンディー公の守備隊をすべての城から追放した。

### 1088年の反乱
1087年末、ノルマンディー公ロベール2世は、弟ウィリアム2世に代わり自らをイングランド王位に就けようとする陰謀を知らされ、ロベールはこれを承認し支持した。ロバート・オブ・ベレーム、その弟ヒュー・オブ・モンゴメリー、そして3番目の弟のロジャーかアルヌルフがこの反乱に参加した。しかし、主な陰謀者はバイユー司教オド、ブローニュ伯ウスタシュ3世、ロベール・ド・モウブレー、ジョフロワ・ド・モンブレー、シュルーズベリー伯ロジャー・ド・モンゴメリー、その他不満を抱いた家臣たちであった。翌年の1088年の反乱では、復活祭から始まり、反乱軍は国王とその支持者たちの領地を焼き払い、荒廃させた。ある時点でロジャー・ド・モンゴメリーは国王との交渉を通じてロベール2世への支持を撤回した。最終的にロバート・オブ・ベレームはロチェスター城を守ることになった反乱軍の一人となった。ウィリアム2世が町を封鎖し二つの城を建設すると、守備隊は土地を保持して国王に仕えることを許される名誉ある条件での降伏交渉を始めた。ウィリアム2世はこれを拒否した。ウィリアム2世は激怒しており、当初は反逆者たちを絞首刑にするか「他の処刑方法によって地球上から完全に消し去ること」を望んでいた。ロジャー・オブ・モンゴメリーと他の名高い貴族たちは国王とその息子たちのためにロジャーに仲介し、最終的に7月に国王と反乱軍の間で降伏が交渉された。ウィリアム2世はしぶしぶ反乱軍の生命と安全を保証し、通行の安全を与えた。

### ノルマンディーへの帰還
偶然にもロバートは、イングランド王ウィリアム2世に対する陰謀には加わっていなかったウィリアム2世の弟ヘンリー（後のヘンリー1世）と共にノルマンディーへ帰航した。航海中は二人はうまくやっていたものの、やがて敵対関係となった。二人の共通点は、イングランドから追放され、ヘンリーとロバートより先にノルマンディーに戻っていたバイユー司教オドの激しい憤りを受けていたことであった。わずか20歳のヘンリーはオドの領主となり、オドはこれに激しく憤慨していた。またロバート・オブ・ベレームはノルマンディーで強力かつ危険な反乱勢力となり、やりたい放題であった。ノルマンディー公となったロベール2世に大きな影響力を持っていたオドは、ヘンリーとロバート・オブ・ベレームがウィリアム2世と共謀してロベール2世に反逆していると説得した。ヘンリーとロバートは上陸した途端捕らえられ、司教の監禁下に置かれ、ヘンリーはバイユー、ロバートはヌイイ＝レヴェック（現在のヌイイ＝ラ・フォレ）に幽閉された。
息子が幽閉されたと聞いたシュルーズベリー伯ロジャー・ド・モンゴメリーは、直ちにノルマンディーへ赴き、所有する全ての城をノルマンディー公に対する備えとした。この時点でモンゴメリー家はロベール2世に対して反乱を起こしていた。司教オドはロベール2世にベレーム領主ロバートの全ての城を武力で奪取するよう唆し、ロベール2世は軍勢を集めて城に進攻した。ロベール2世はまずバロンを攻撃し、両軍に損害を与えた後、城は降伏した。父ロジャーはロバート・オブ・ベレームの家族が住んでいたサン・セネリ城に移動したが、父ロジャーはロベール・クォレルに対し、どんな犠牲を払ってでもロベール2世に抵抗するよう告げており、これは最終的に備えが尽きるまで続いた。ロベール2世はその抵抗に激怒し、ロベール・クォレルの目を潰し、城の守備兵を切り刻んだ。この時点で、ロベール2世はロバート・オブ・ベレームの城をこれ以上奪取しようとする意欲を失い、軍隊を解散させてルーアンに戻った。父ロジャーはロベール2世に和平のための使者を送り、息子ロバートを釈放するよう説得し、気まぐれなロベール2世は最終的にロバートの釈放を受け入れた。しかし、息子の釈放の代償としてサン・セネリ城をロベール2世に譲り、ロベール2世はそれを城主のロベール・ジロワに与えた。ジロワ家は長らくこの城を支配していたが、1060年代の反乱に対する処罰として、ウィリアム征服王はこの城と他のジロワ家の領地を、ベレーム家の一員としてジロワ家の宿敵ともみられてきたロジャー・ド・モンゴメリーに与えていた。
1090年までにロバートはロベール2世の寵愛を取り戻し、オルデリック・ヴィタリスはロバートをロベール2世の「主席顧問」と呼んだ。ロバートは1090年にルーアン市民の反乱を鎮圧するロベール2世を支援し、相当数の市民を捕虜にして地下牢に投獄した。ロベール・ド・トリニーによると、1092年に長らくベレーム＝モンゴメリー家の拠点であったドンフロンの住民は、ロベール2世の弟であるヘンリーにドンフロンの占領を要請した。どうやらドンフロンの住民はロベール2世の抑圧的で虐待的な領主統治にうんざりしていたようである。ベレーム領主ロバートの守備隊に何が起こったのか、また誰がこの無血占領を支援したのかについては、一切説明されていない。さらに、ベレーム領主ロバートは同年、ノルマンディー公の代わりにフランス王がベレームを領有するよう要請していた。
1094年、ロバートの父シュルーズベリー伯ロジャーが死去した。ロバートの弟である第2代シュルーズベリー伯ヒュー・オブ・モンゴメリーがイングランド領とシュルーズベリー伯位を相続し、ロバートは父のノルマンディー領を相続した。その領地にはノルマンディー中部と南部の大部分が含まれており、その一部はロバートが既に母から相続していたベレーム領に隣接していた。

### ウィリアム2世時代（1096年 - 1100年）
1096年、ロベール2世は第1回十字軍に従軍し、公領の管理を弟のイングランド王ウィリアム2世に託した。ベレーム領主ロバートはウィリアム2世の寵愛を取り戻し、弟たちと共にウィリアム2世に仕えた。1098年には、ウィリアム2世のためにメーヌ伯エリー1世を捕らえた。
1098年、ロバートの弟ヒューが亡くなり、ロバートは3,000ポンドの相続上納金を支払って、父の所有であったイングランド領地（アランデル領とシュルーズベリー伯領を含む）を相続した。ロバートはまた、妻の権利によりポンチュー伯位とティックヒル領も獲得した。これらを合わせた彼は、イングランドとノルマンディーで最も裕福な有力者となった。
1100年8月、ウィリアム2世が崩御すると、ヘンリー1世は兄ロベール2世が王位を主張する前にイングランドの王位を奪取した。ロバートはヘンリー1世に敬意を表すためにイングランドに急いだが、ロバートとその弟たちはこれをモンゴメリー家に対する王の寵愛の終わりと考えたようである。

### 1101年の内乱
ノルマンディー公ロベール2世は第1回十字軍から凱旋した。オルデリック・ヴィタリスによると、ロベール2世は部下の貴族らからヘンリー1世を攻撃するよう勧められていたが、ロンドン塔から脱出したラヌルフ・フランバールがノルマンディーに逃亡するまで決断を下せず、そこでラヌルフ・フランバールはロベール2世に働きかけてイングランド侵攻を進め、弟ヘンリー1世を廃位させようとしたとみられる。ロバートは、1101年のロベール2世のイングランド侵攻に、弟のロジャー・ド・ポワトヴァン、アルヌルフ・オブ・モンゴメリー、甥のモルタン伯ギヨームと共に参加した大貴族の一人であった。しかし、ヘンリー1世を廃位することを目的としたこの侵攻は、参加者には恩赦が与えられるものの反逆者は処罰されるというオールトン条約により無血で終結した。ヘンリー1世がオールトン条約に従うつもりがないことはすぐに明らかになった。戦いの直前、ムーラン伯ロバートは「約束で彼らをなだめれば、彼らは逃亡することになるだろう」と助言した。
ヘンリー1世はロバートとその兄弟に対する告発状をまとめるのに1年を費やした。ロバートによる無許可の城郭建設、特にブリッジノース城については、ヘンリーにとって最後の一撃となったともみられる。ヘンリーは1102年にロバートに対する一連の告発状を作成していたが、ロバートがそれらに応じなかったため、軍勢を集め、ロバートのイングランドの城を包囲して占領した。ロバートは（弟たちと同様に）イングランドの領地と称号を失い、イングランドから追放され、ノルマンディーに戻った。
1105年、ロバートはベレーム領の大部分をめぐってペルシュ伯ロトルー3世と戦争を繰り広げたが、敗北した。同年、ロバートはヘンリー1世支持派の軍勢を攻撃し、その後クリスマス前にイングランドへ行きヘンリー1世との和平を試みたものの、何も得ることなくノルマンディーへ帰還した。

### タンシュブレーの戦いとその後
1106年、ロバートはタンシュブレーの戦いでロベール2世軍の指揮官の一人として後方部隊を指揮し、戦況がヘンリー1世に有利に傾くと、ロバートと随員のほとんどは戦場から逃走して捕虜を免れた。ノルマンディーがヘンリー1世の支配下に入ったことで、ロバートは服従し、ノルマンディーの封土とイエモワ子爵の地位を保持することを許された。
しかし、ヘンリー1世は依然としてロバートを警戒しており、ノルマンディーの要職にヘンリー1世の支持者を配置した。1110年から1112年にかけての反乱では、ノルマンディー国境の貴族たちがヘンリー1世の政策、特にロベール2世の息子ギヨーム・クリトンの拘束を試みたことに不満を抱いた。オルデリック・ヴィタリスによると、ロベールは1110年7月にメーヌ伯エリー1世が死去した後、この反乱において中心的な役割を果たした。1112年、ロバートはフランス王の特使として、ロベール2世の釈放交渉のため、ボンヌヴィルのヘンリー1世の宮廷に派遣されたが、ヘンリー1世はロバートを捕らえ、投獄した。ヘンリー1世はすでに告訴状を用意していたようで、それには3度の召喚にもかかわらずヘンリー1世の宮廷に出廷しなかったこと、報告を怠ったこと、そして主君の利益に反した行動をとったことなどが挙げられていた。厳密に言えばロバートは有罪であったかもしれないが、ヘンリー1世のもとに出廷するのはロバートにとって安全ではなかったと言えるし、ロバートは収入を贈り物とみなしていた可能性もある。また、ヘンリー1世の利益に反した行動という告訴の理由が、刑罰の厳しさを正当化したかどうかも議論の余地がある。さらにロバートは、ロベール2世の釈放交渉のために派遣された特使として、国王の保護下にあった。この行為は国際的な意味合いを持ったが、当時はフランス王ルイ6世とヘンリー1世が互いに陰謀を企んでいたため、この命令に対する違反は罰せられなかった。しかし、ロバートが投獄されたことでヘンリー1世に対する反乱は崩壊した。ロバートは残りの人生を囚人として過ごしたため、正確な死亡日は分かっていない。

## 歴史的記録
オルデリック・ヴィタリスはロバート・オブ・ベレームを悪役として描いている。特に、年代記作者が許容していたヘンリー1世の悪行と比較した場合、その悪行は顕著である。オルデリックはロベールを「強欲で残酷、神の教会と貧者に対する容赦ない迫害者…キリスト教の時代において、彼の悪行は比類なきもの」と評している。デイヴィッド・C・ダグラスの言葉を引用すると、「オルデリック・ヴィタリスは信じやすい人物ではあったが、悪意のある人物でも嘘つきでもなく、これらの記述は彼が特別な知識を持つ人物に関するものであった」[ベルーム＝モンゴメリー家を指して]。しかし、オルデリック・ヴィタリスはロバート・オブ・ベレームに対して強い偏見を持っていた可能性があり、このロバートに対するオルデリック・ヴィタリスの扱いは、その行動の道徳的解釈を裏付けている。オルデリック・ヴィタリスがロバートおよび母方の親族ベレーム家に対して敵意を抱いた根底には、オルデリック・ヴィタリスのサン・テヴルール修道院の守護者であったジロワ家とベレーム家との間の長年の激しい確執があった。ロバートの祖父であるギヨーム2世・タルヴァス（ベレーム家）は、ウィリアム・フィッツ・ジロワの目を潰し、身体を切断した。ロバートは時々教会の財産を横領し、どの教会にも多くを寄進したわけではなかったが、ロバートの教会に対する態度は同時代の多くの人々の典型であり、当時の世俗の支配者や他の有力者たちと比べて決して悪くはなかった。R.W.サザーンによるウィリアム2世の評価は、ロバート・オブ・ベレームにも当てはまる。「彼の人生は軍事計画と、それを実現するための資金調達に捧げられ、それらの目的に役立たないものすべてに対して、彼は極度の軽蔑を示した。」
ウィリアム・ハントが『英国人名辞典』に記したように、ロバートの死後、その残虐行為に関する様々な逸話が流布され、サタンを父に持つ、サディスティックで残酷なノルマン騎士悪魔ロバートの伝説に影響を与えた可能性がある。メーヌ地方では、「彼の変わらぬ所業は、悪魔ロバートの所業であると指摘されており、そのあだ名は彼から征服王の父のものとなっている。」

## 結婚と子女
ロバートは1087年9月9日までにポンチュー女伯アニェスと結婚し、1男をもうけた。
- ギヨーム3世（1093年頃 - 1171年） - 母よりポンチュー伯位を継承した[54]